# Villa Papa

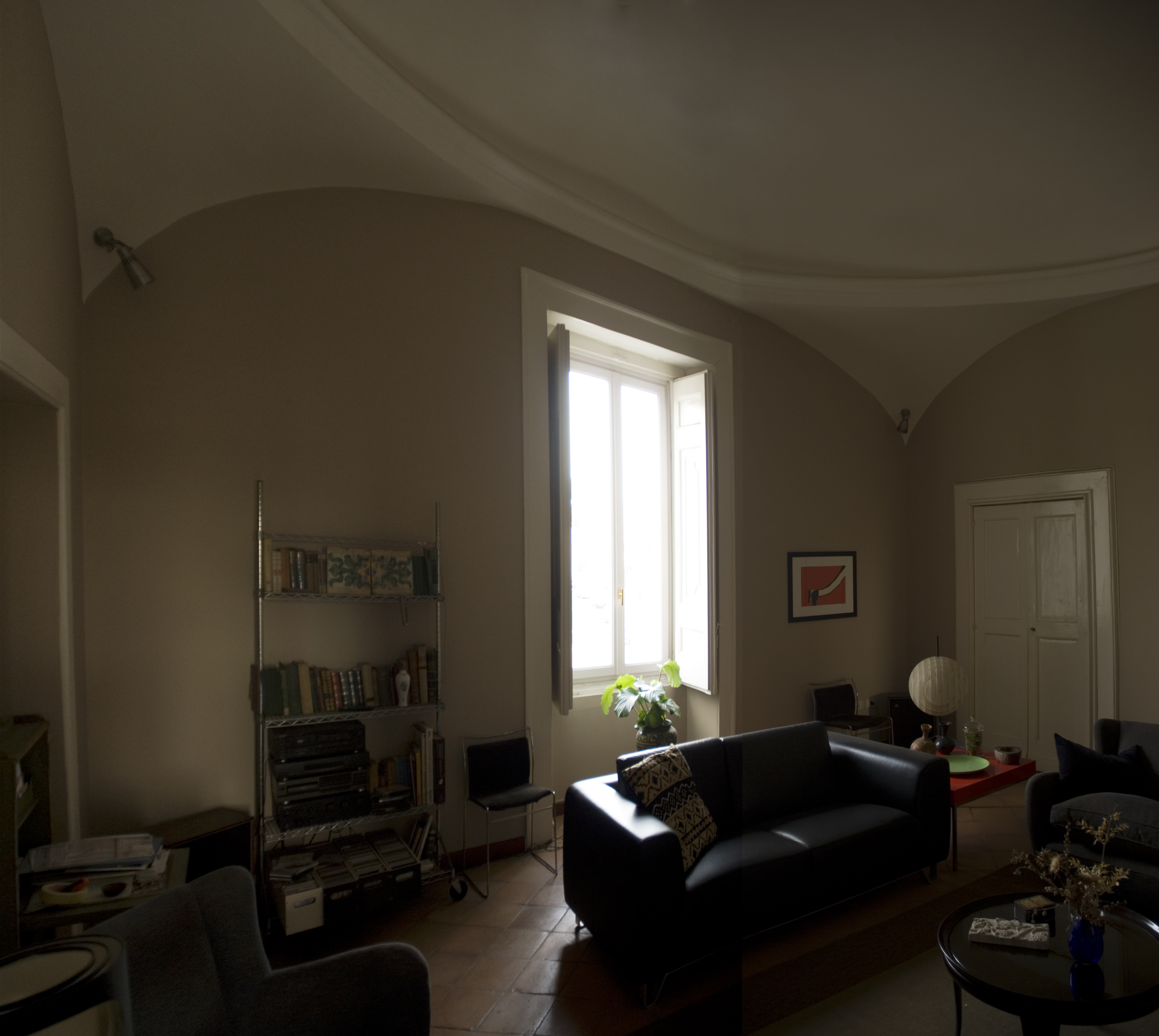
Villa Papa in Neapel nach der Restaurierung

Die Villa Papa ist ein Landhaus aus dem 18. Jahrhundert im Viertel San Giovanni a Teduccio von Neapel in der italienischen Region Kampanien. Sie liegt am Corso San Giovanni a Teduccio, 887 und zählt zu den Villen der Miglio d’Oro.

## Geschichte und Beschreibung
Das Gebäude wurde von der Schule des bekannten neapolitanischen Architekten Ferdinando Sanfelice geplant. Das heutige Gebäude ist Teil eines weitläufigen Komplexes, der auch die benachbarte Villa Paudice umfasst.
Das Landhaus, das besser als „Villa Schisano“ bekannt war und fälschlicherweise mit der heutigen Villa Cozzolino gleichgesetzt wird, gehörte Raffaele Schisano, einem reichen Rentner. Es war, wie Carlo Celano in seinen Le Notizie del bello dell’antico e del curioso della città di Napoli schreibt, architektonisch wertvoll und von großen Dimensionen. Auch heute noch sieht man die Anlage der Straßenfront, die sich mit einem vorwiegend horizontalen Baukörper mit drei Stockwerken, flankiert von zwei niedrigeren Baukörpern, gekrönt von Terrassen, zeigt. Im heute stark veränderten Inneren zeigte das Gebäude einen niedrigeren, vorspringenden Baukörper, auf dem sich eine große, entsprechende Terrasse im ersten Obergeschoss befand. Es gab dort zwei Eingänge. Der, der heute zur Villa Papa gehört, war der Eingang für die Herrschaft. Das Portal wurde im Zweiten Weltkrieg entfernt, um die Durchfahrt von Militärfahrzeugen zu ermöglichen. Von dort aus gelangte man in eine große Allee, die in einem Kaffeehaus am Strand endete. Durch den Eingang der Villa Paudice aus gelangte man dagegen zu den Anbauflächen. Mit dem Bau der Bahnstrecke Neapel–Portici und der Pietrarsa-Werkstätten wurden einige Grundstücksteile enteignet und das Kaffeehaus abgerissen.
Die Eingangshalle erstreckt sich über zwei Räume mit Kreuzgewölbedecken und die Treppe zeigt Bögen und wuchernde Kreuzgewölbe. Die innere Struktur wurde stark in Mitleidenschaft gezogen, aber enthält immer noch Elemente von Interesse. Die große Grünfläche, die nach etwa 20 Jahren illegaler Besetzung durch die Stadt Neapel wunderbarerweise bis ins 21. Jahrhundert erhalten geblieben ist, wurde 2003 definitiv enteignet und durch den Bau eines Schulgebäudes für immer ausgelöscht.

## Bildergalerie

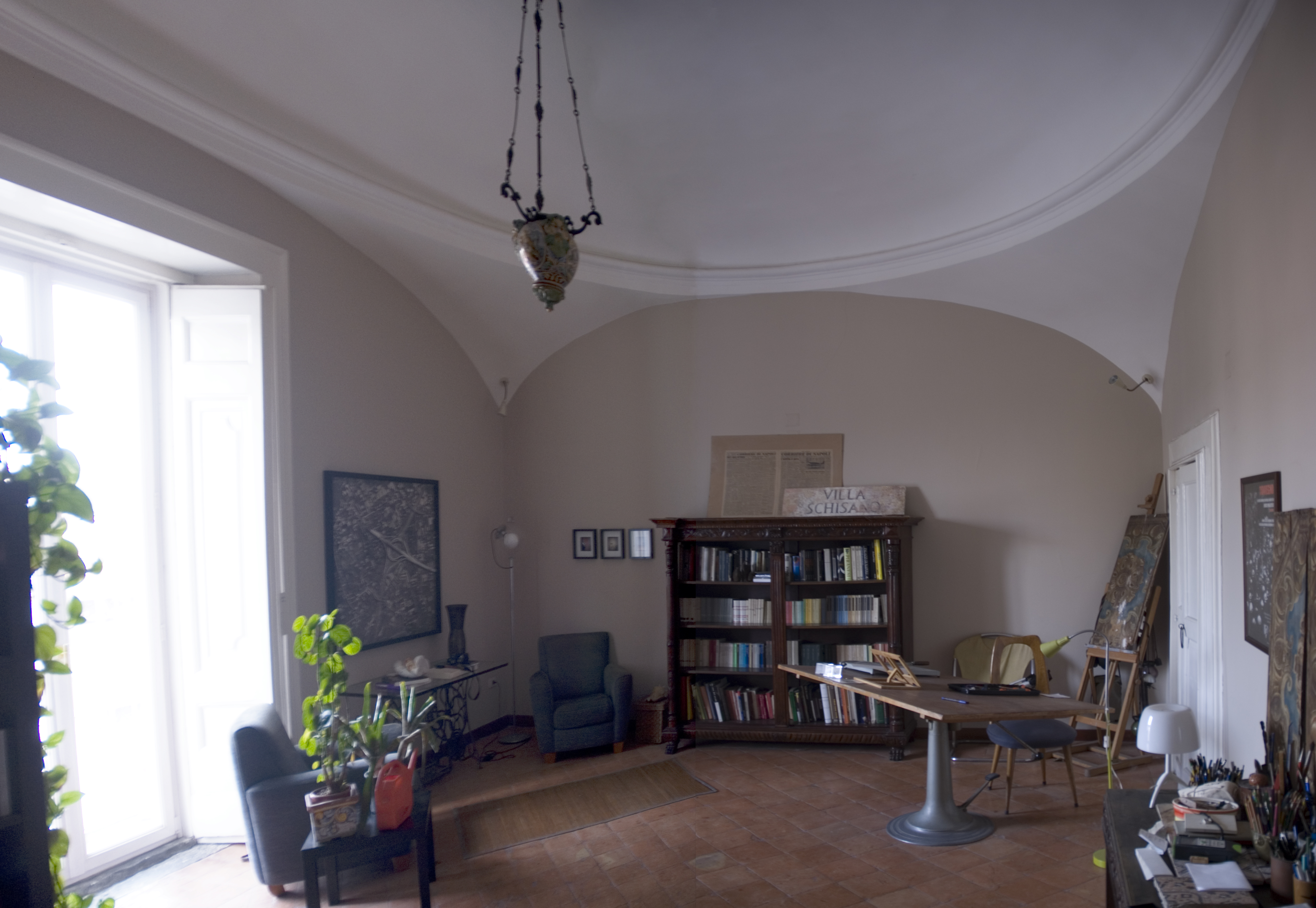
Villa Papa nach der Restaurierung

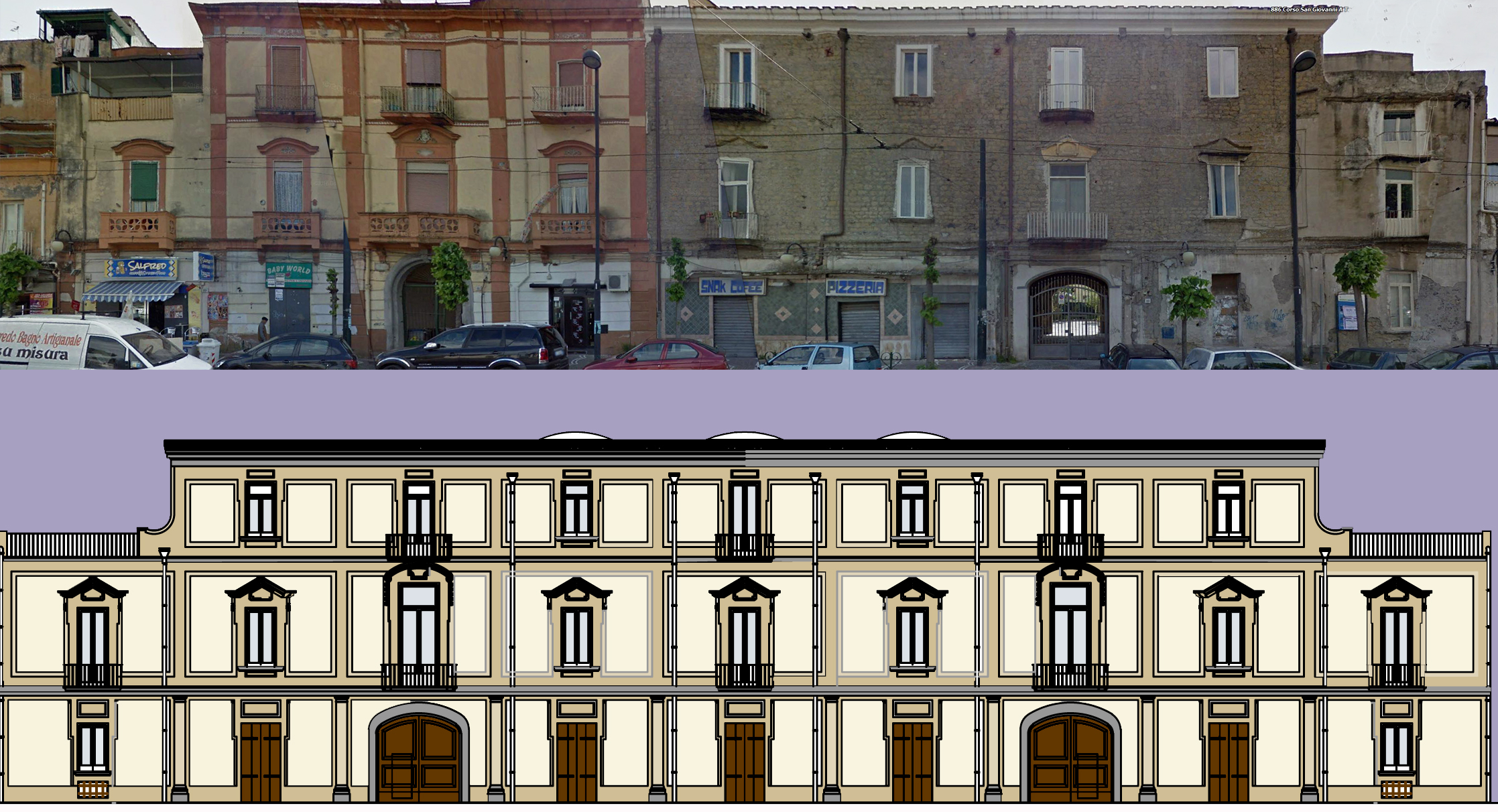
Mögliche Rekonstruktion der Fassade der Villa Schisano am Corso San Giovani a Teduccio

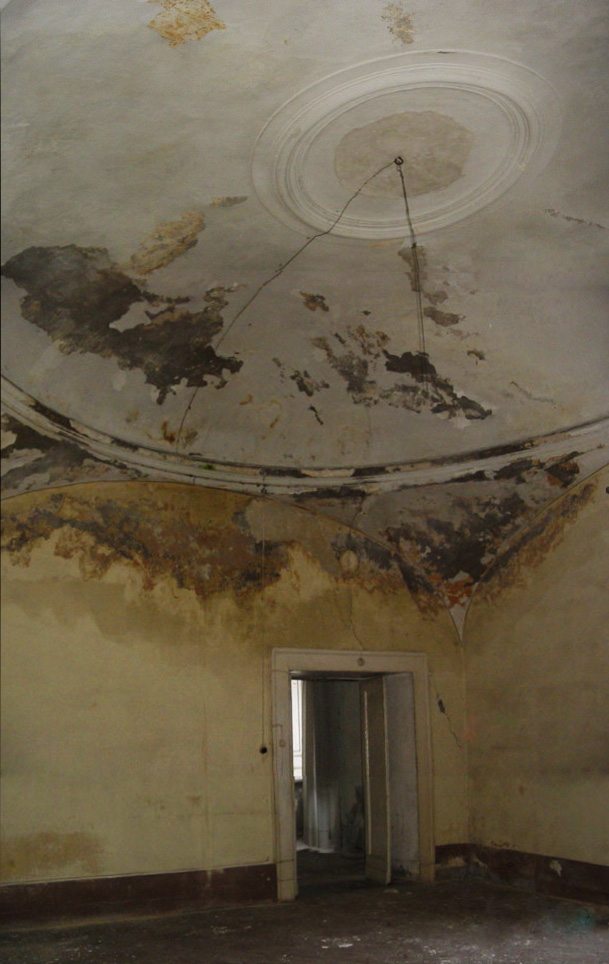
Villa Papa vor der Restaurierung
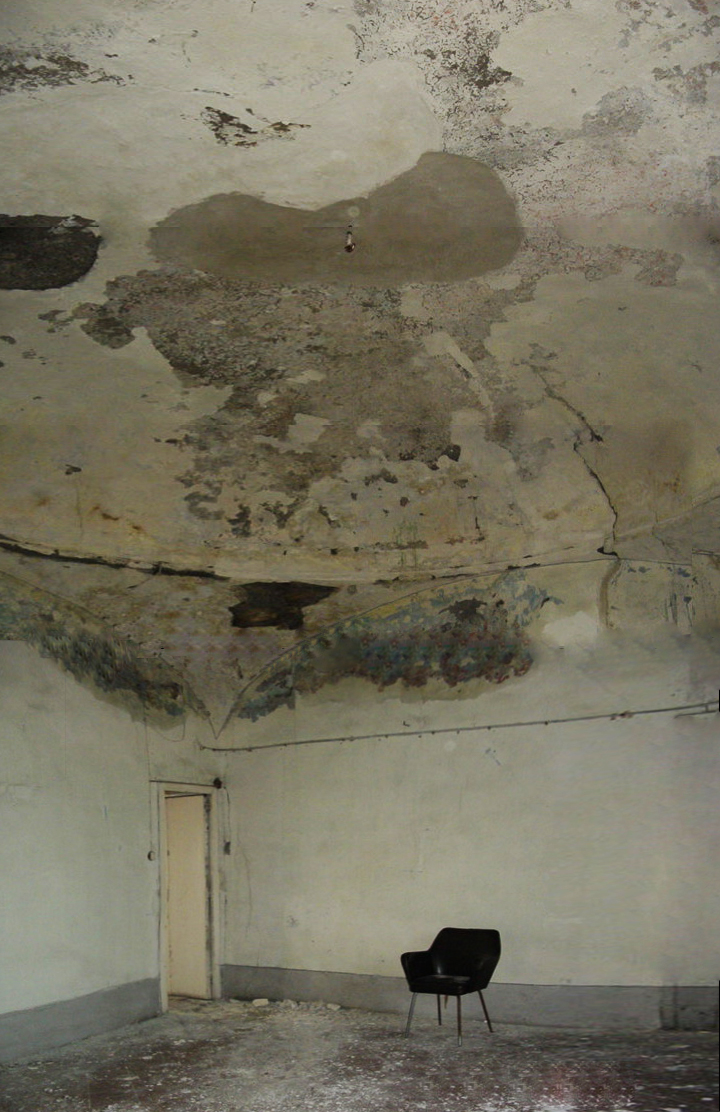
Villa Papa vor der Restaurierung

## Bemerkungen
1. ↑  Gesamterbe von Enrico Schisano und Rosa Schisano Papa war Rafaele Schisano.
2. ↑  Die Schisanos, die aus Massa Lubrense stammten, waren eine bekannte Familie von Tischlern und später Silberschmieden, die in Neapel vom 17. bis zum 19. Jahrhundert tätig waren; ihre bedeutendsten Angehörigen waren Carlo, Architekt, Bildhauer und Silberschmied, und sein Sohn Nicola, Kunstkonsul.
3. ↑  Akten des Prozesses der Erben Papa gegen die Stadt Neapel.